# Dhruva Mistry

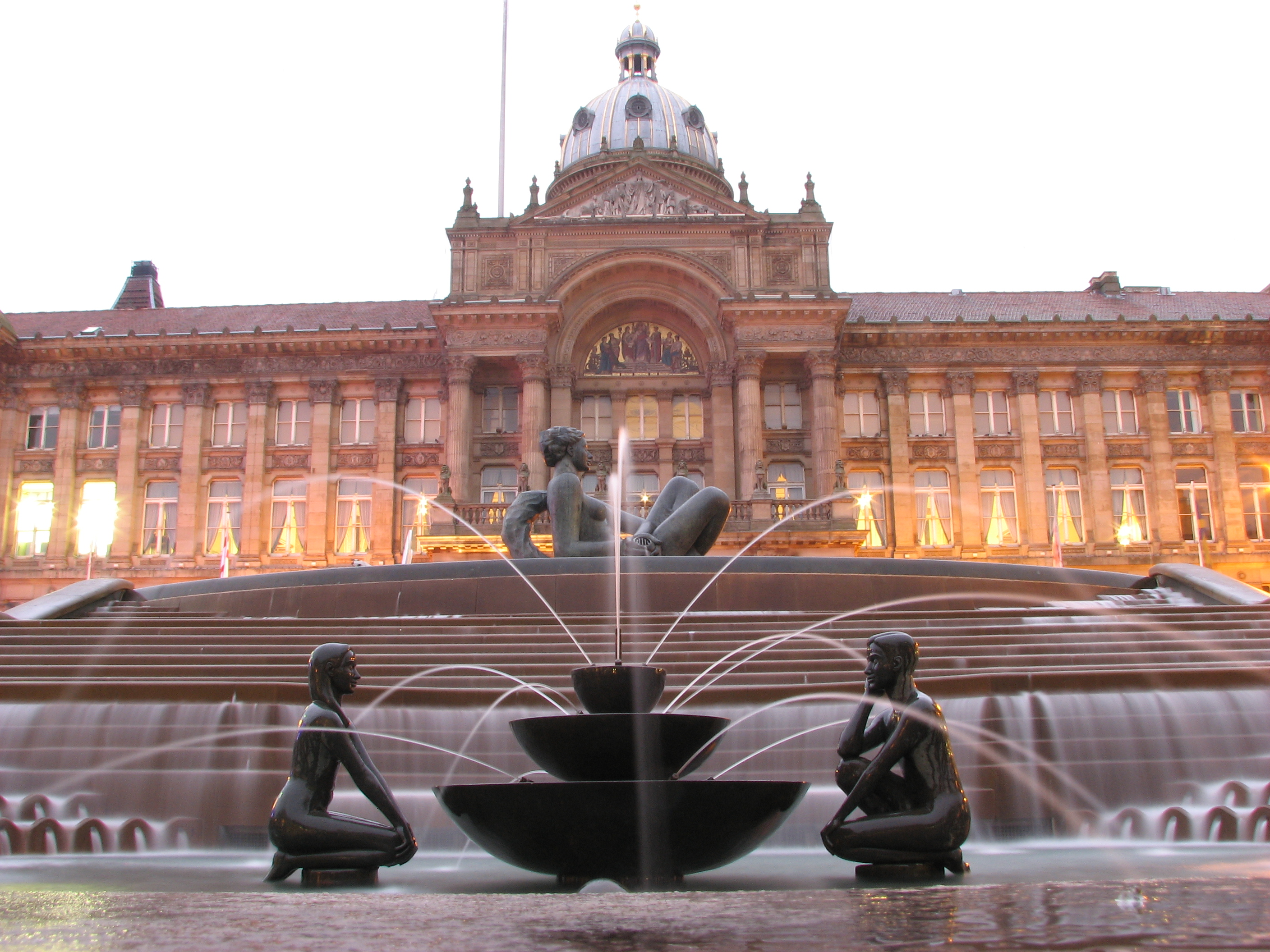
River en Youth, Birmingham

Dhruva Mistry (Kanjari (Gujarat), 1957) is een Indiase beeldhouwer.

## Leven en werk
Mistry studeerde vanaf 1974 beeldhouwkunst aan de kunstfaculteit van de Maharaja Sayajirao University of Baroda in Vadodara, waar hij in 1979 met lof afstudeerde. Hij volgde van in Baroda van 1979 tot 1981 een postacademische studie en studeerde ten slotte van 1981 tot 1983 met een beurs van de British Council aan het Royal College of Art in Londen. Van 1983 tot 1996 was hij als kunstenaar in Engeland werkzaam en "artist in residence" van de Kettles Yard Gallery in Cambridge. Ook was hij verbonden aan het Churchill College (1984) in Cambridge en het Victoria and Albert Museum (1988) in Londen. Hij ontving vele internationale beeldhouwprijzen en werd in 1991 benoemd tot lid van de Royal Academy. In 1993 werd hij "fellow" van de Royal Society of British Sculptors.
Mistry keerde in 1997 terug naar India, waar hij was benoemd tot hoogleraar, hoofd van de beeldhouwafdeling en deken van de kunstfaculteit van de University of Baroda.

## Werk (selectie)
- 1981 Man with Dog, New Delhi
- 1984 Sitting Bull, Otterspool Promenade in Liverpool
- 1985 Reguarding Guardians 4, Fukuoka Museum of Art in Fukuoka
- 1986 Her Head, Gilman Place, Stoke-on-Trent
- 1986/88 Reclining Woman, particuliere collectie
- 1988/89 Regarding Guardians of Art, National Museum Cardiff in Cardiff
- 1990 Diagram of an object (Second State), Churchill College Cambridge Sculpture Trails in Cambridge
- 1993 River, Youth, Guardians en Object (Variations), Victoria Square in Birmingham
- 1995/97 The Object, Cass Sculpture Foundation in Goodwood (West Sussex)

## Fotogalerij

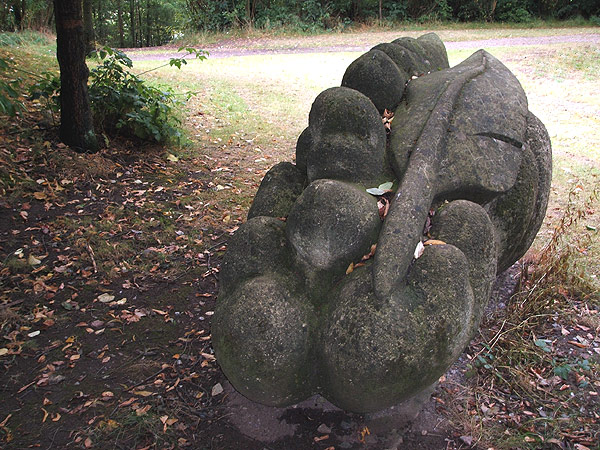
Her Head (1986) in Stoke-on-Trent
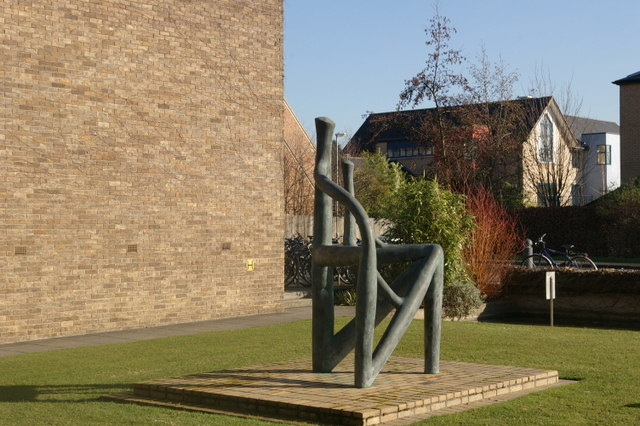
Diagram of an object (1990) in Cambridge
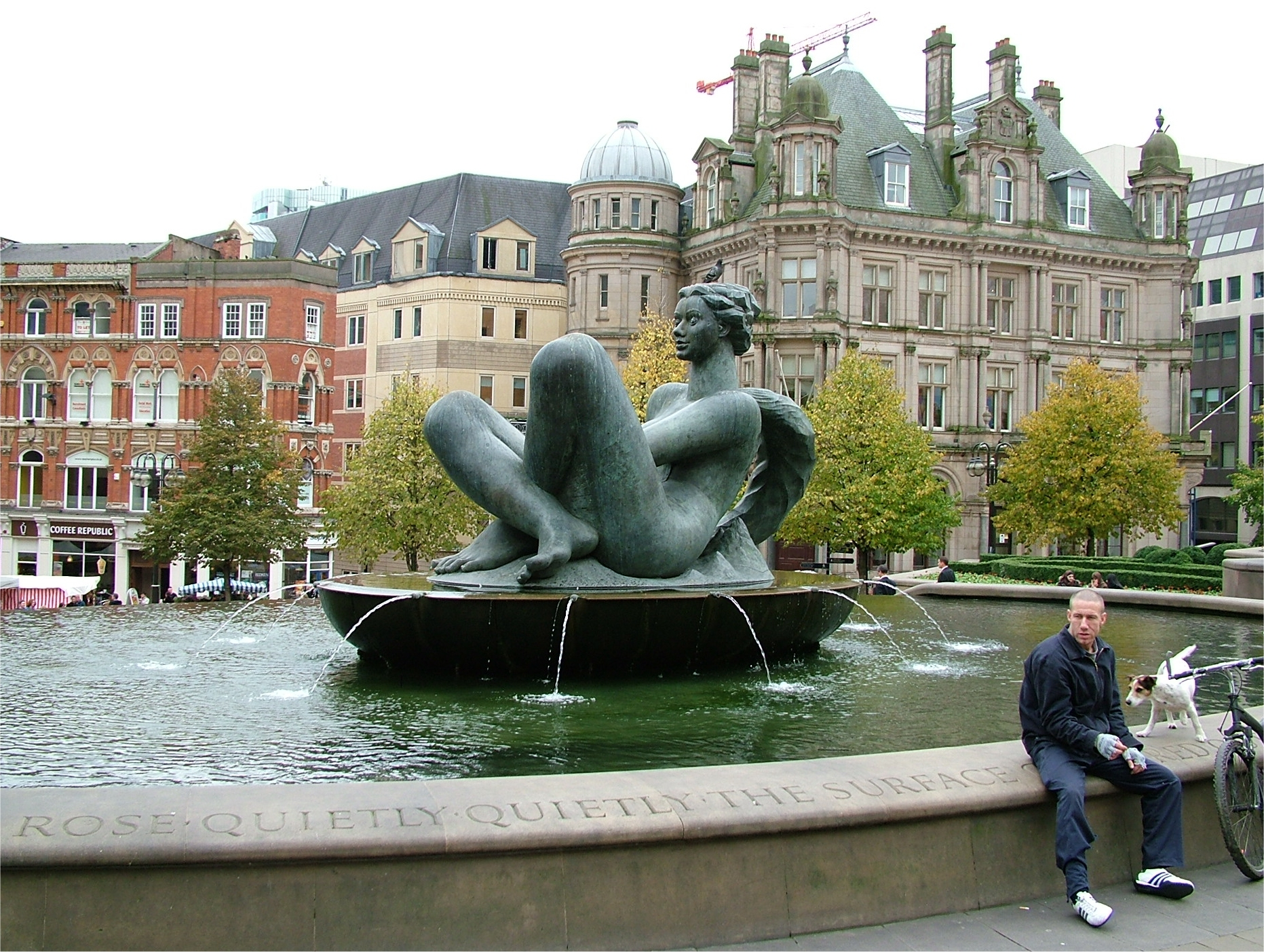
River (1993) Victoria Square, Birmingham